# Saori Imai
Saori Imai (jap. 今井 沙緒里, Imai Saori; * 22. August 1990 in Tatsuno) ist eine ehemalige japanische Leichtathletin, die sich auf den Sprint spezialisiert hat.

## Sportliche Laufbahn
Erste internationale Erfahrungen sammelte Saori Imai im Jahr 2011, als sie bei den Asienmeisterschaften in Kōbe in 24,06 s die Bronzemedaille im 200-Meter-Lauf hinter ihrer Landsfrau Chisato Fukushima und Gretta Taslakian aus dem Libanon gewann. Zudem siegte sie mit der japanischen 4-mal-100-Meter-Staffel in 44,05 s. Mit der Staffel nahm sie daraufhin an den Weltmeisterschaften in Daegu teil, verpasste dort aber mit 43,83 s den Finaleinzug. 2018 bestritt sie in Tottori ihren letzten Wettkampf und beendete daraufhin ihre Karriere als Leichtathletin im Alter von 27 Jahren.

## Persönliche Bestleistungen
- 100 Meter: 11,64 s (+1,8 m/s), 29. August 2010 in Matsumoto
- 200 Meter: 23,68 s (+0,7 m/s), 28. August 2010 in Matsumoto